# Impossible Princess
Impossible Princess é o sexto álbum de estúdio da cantora australiana Kylie Minogue, lançado primeiramente no Japão, Rússia e Polónia em 22 de Outubro de 1997 sobre o selo da BMG, e mundialmente no dia 7 de Novembro de 1997. A composição e produção do álbum foram tratadas principalmente por Minogue, que colaborou com os produtores Dave Ball, Ingo Vauk, Brothers in Rhythm, Manic Street Preachers e Rob Dougan.
O álbum foca no tema “imagem pública x privada” de Minogue. Ele explora diferentes aspectos da vida de Minogue, incluindo o amor, depressão, raiva e a autodescoberta. A reedição de 2003 do álbum foi lançado com doze faixas de remixes e material inédito. As opiniões dos críticos para o álbum foram em geral favoráveis, embora divididas, pelo seu estilo musical e conteúdo das letras. Em sua primeira semana de lançamento, o álbum entrou na UK Albums Chart na décima posição, tornando-se seu álbum de estúdio com a posição mais baixa já atingida no Reino Unido. Ele alcançou a quarta posição no Australian Albums Chart e foi disco de platina por ter conquistado 70 mil unidades vendidas.
Minogue promoveu o álbum liberando quatro singles: "Some Kind of Bliss", "Did It Again", "Breathe" e "Cowboy Style", todos os acompanhados por um vídeo musical. Ela apresentou várias faixas do álbum em sua turnê "Intimate and Live", na Austrália e no Reino Unido. Impossible Princess mantém legado por ser o pior período da carreira de Minogue, com vários meios de comunicação britânicos criticando seus esforços musicais, vendas e baixo desempenho, e também por ter criado a persona "Indie Kylie".

## Antecedentes
A cantora e atriz australiana Kylie Minogue deixou a PWL com sede em Londres, em 1992, depois de tabloides britânicos acusarem sua equipe de criação, dizendo que a música é "barata" e "datada" para outros artistas no rótulo. Ela tinha assinado um contrato de três álbuns com o rótulo dance britânico Deconstruction em 1992. Minogue lançou seu primeiro álbum auto-intitulado através da Deconstruction em Setembro de 1994 e recebeu recepção mista dos críticos de música. O álbum alcançou a terceira posição na Austrália e quarta posição no Reino Unido. No ano seguinte, Minogue gravou a canção "Where the Wild Roses Grow", um dueto com o cantor de rock australiano Nick Cave. Cave tinha sido interessado em trabalhar com Minogue desde ouvir o seu single "Better the Devil You Know", de 1990, dizendo que ele continha "uma das letras da música pop mais violentas e perturbadores".
Nesse mesmo ano, Minogue começou a ter uma relação pessoal com o fotógrafo francês Stéphane Sednaoui, e juntos eles embarcaram em uma série de viagens através dos Estados Unidos e do Sudeste Asiático. A experiência com Sendaoui fez Minogue se sentir confortável para expressar sua própria criatividade. Stéphane a apresentou ao trabalho de músicos como Björk, Shirley Manson, e as bandas Garbage, Towa Tei e U2, todos os quais poderiam influenciar os estilos musicais em Impossible Princess.

## Gravação

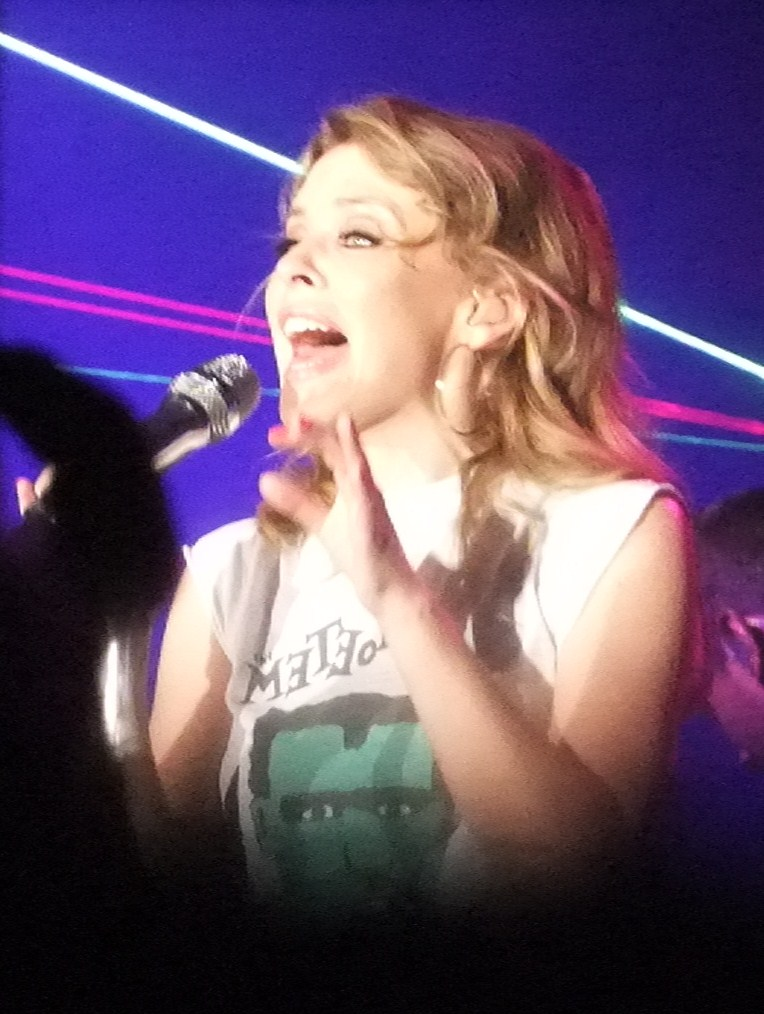
Minogue performando as canções em sua Anti Tour.

Voltando de suas viagens, Minogue começou a escrever letras de músicas na sua casa em Chelsea, Londres. Ela tinha escrito letras antes, mas descreveu as atuais como "seguras, apenas palavras rimadas ordenadamente". Todas as manhãs, Minogue apresentava as letras para o produtor Dave Seaman. Em outubro de 1995, Minogue começou a gravar demonstrações com Brothers in Rhythm em Bath e completou uma faixa inédita "You're The One". Minogue, Seaman e Steve Anderson, então, escreveram "Dreams", mas desistiu da música do projeto; ela revelou que estava no "topo da pilha, apenas pendurando ao redor".
O músico galês James Dean Bradfield, que trabalhou como produtor e escritor de algumas faixas do álbum, mandou uma demo de "I Don't Need Anyone". Quando a ouviu, adorou de imediato; "Foi tão refrescante ouvir algo tão diferente [...] para ter algo tão fresco que vêm em alguém estava trabalhando nisso e assumiu o controle disso, foi uma pausa agradável para mim". Embora ela estava relutante em ser encarregada do álbum, ela reafirmou "É o meu álbum mais do que nunca... é o álbum que eu tive que fazer mais com".
Minogue disse para o apresentador de TV australiano Richard Wilkins, do Entertainment Tonight, em 1998; "Foi o momento mais emocionante para ser capaz de escrever minhas próprias letras, minhas próprias músicas e ver essas músicas crescerem e se transformarem em isto e aquilo e de que estou muito satisfeita com isso". Impossible Princess levou quase dois anos para ser gravado, tornando-se o maior período de tempo em que Minogue trabalhou em um projeto desde seu tempo atuando na telenovela Neighbours (1986-1988). Anderson explicou mais tarde que o seu longo tempo era "devido ao puro perfeccionismo de todos criativamente envolvido".

## Composição

### Conteúdo e estrutura musical
O álbum leva influência da música no início da década de 1990, na medida em que Chris True, da Allmusic disse que o álbum tinha sido influenciado pela rápida mudança de música techno, informalmente apelidado como "Revolução Techno". Minogue citou The Verve, The Prodigy, The Chemical Brothers, The Eels e a "cena musical britânica" como influências. Impossible Princess tem influências do trip-hop, Techno, Drum and bass, Experimental, Jazz e indie rock e da música dance. Marcel Anders, um escritor da Orkus, sentiu que o álbum inclui faixas à base de guitarra: "A maioria das faixas tem ainda um pouco de 'pista de dança' orientado". O crítico musical Michael R. Smith do DailyVault.com observou os elementos do techno, enquanto um revisor da Classic Pop Magazine encontrou influências do britpop. O crítico Nick Levine da Digital Spy disse que o álbum era "toda a loja dance-pop". Minogue reconheceu o álbum como pop e dance.
Minogue viu a composição de "Say Hey" como uma faixa de tarde da noite ou de manhã cedo. "I Don't Need Anyone" foi a faixa indie rock mais simples e sólida do álbum. "Jump" é uma faixa downbeat trip-hop enquanto "Breathe" utiliza a música dance de andamento lento. Minogue compôs a seção de ponte da faixa em um sintetizador. "Drunk" é uma música trance que apresenta elementos de dance-pop e eletrônica, e que foi comparada com canções do álbum de Madonna, Ray of Light lançado anos mais tarde, de forma retrospectiva. "Cowboy Style" funde o folk pop e música do Oriente Médio, enquanto "Through the Years" foi sonoramente comparado com o single de Björk, "Venus as a Boy". "Some Kind of Bliss" proviu a Minogue um som mais ousado, com guitarras tomando o lugar da caixa de ritmos batendo fortemente, caracterizado em seus esforços anteriores. A quarta faixa, "Did It Again", usou uma abordagem semelhante com uso de guitarras, tambores, violões e teclados. "Too Far" e "Limbo" são faixas com drum and bass "esquizofrênicos", que apresentam elementos da música rock.

### Temas e influências na composição
Minogue é creditada como o coautora de todas as músicas do álbum. Minogue disse para a Mag UK que cada música tem sua "própria Kylie persona" e queria que fosse "seu esforço mais pessoal". "Too Far" foi escrito em um café local aonde Minogue visitava regularmente. "Breathe" foi escrito no Japão, onde ela se sentiu "calma". Minogue disse que "Dreams" é sobre ela que empurra os limites pessoais. "Limbo" é sobre a frustração de Minogue de não ver ninguém de um determinado país devido às leis burocráticas. A letra foi originalmente redigida de forma diferente, mas o resultado final foi desfeito.
Seu relacionamento com Stéphane (e relacionamentos anteriores) serviu como um tema central para o álbum. "Cowboy Style" é sobre Minogue tornar-se confortável com Sednaoui. William Baker, que até hoje é o segundo diretor criativo de Minogue, sentiu que a canção foi inspirada pela cultura do Oriente Médio e do misticismo. "Say Hey" é sobre a comunicação de Minogue com Sednaoui. "Drunk" fala sobre o desejo de satisfação do Sednaoui. "Through the Years" foi a única canção que falava sobre seus relacionamentos anteriores. Ela revelou que vendo um ex-namorado um dia a fez "despejar" as letras da canção.
O status de Minogue como uma celebridade foi outra influência através do álbum. Em "Did It Again", Minogue discute sua repetição para "fazer as coisas de novo e de novo", com temas, incluindo a auto-consciência. Alguns críticos elogiaram como Minogue retratou-se no vídeo para criar uma imagem de insegurança, com base em quatro Kylies e o conteúdo lírico. "Some Kind of Bliss" é sobre ela ser feliz. Sobre a canção, disse: "Para mim [a canção] é sobre poder, não necessariamente fechar os olhos e sentir que alguém está lá, mas aquele caminho onde você está perto de alguém [...] a capacidade de sentir que alguém está com você mesmo se a pessoa está um milhão de milhas de distância". "Jump" é a capacidade de Minogue aceitar-se a si mesma por quem ela é, e a razão por que outras pessoas devem aceitá-la por quem ela é.

## Capa, encarte e título
O encarte do álbum foi fotografada por Sednaoui. A arte da capa apresenta Minogue dentro de um corte de cone que é projetado por um bastão de luz néon colorida. A foto original tinha o "cone" em um tom azul e amarelo, mas foi mudada. Sednaoui ficou inspirado na cultura pop japonesa e cyberpunk, e identificou o fotógrafo japonês Nobuyoshi Araki como uma inspiração na época. Para se preparar para o vídeo de "GBI: German Bold Italic", e também para as fotografias do álbum, Minogue e Baker voaram de Londres para a cidade de Nova Iorque para encontrar roupas quimono. Ambos encontraram as roupas na Greenwich Village. O maquiador de Minogue para o vídeo foi Paul Starr, que ficou inspirado na gueixa tradicional.

"Eu vivi com esse título por dois anos e eu já tinha falado para a imprensa o nome, mas após que a tragédia de Diana ocorreu tivemos que repensar. [...] Eu não quero ficar constantemente explicando. Então nós tiramos o nome do álbum agora, mas eu gostaria de manter a opção de colocá-lo novamente no futuro".

—Minogue falando sobre a mudança de nome e da morte da princesa Diana.
O fundo de luzes néon rodando foi conseguido por Sednaoui, que estava vestido em um terno todo preto. Minogue estava vestida em um mini vestido Véronique Leroy azul. Minogue lembrou: "A sessão foi muito difícil, mas nós sabíamos que uma vez que desse certo seria incrível". Sednaoui acreditava que Minogue tinha um monte de energia positiva através da sessão, escrevendo: "[...] todas as outras fotos que nós fizemos foram sempre divertidas e fáceis".
A capa foi lançada primeiramente no Japão e foi acompanhada por uma edição limitada de quatro cartões postais. O título teve como referência o livro Poems to Break the Harts of Impossible Princesses (1994), por Billy Childish. Foi dado a Minogue como um presente por Cave; ela disse que os poemas do livro resumiam onde ela estava naquele momento de sua vida. Ela lembrou: "A primeira vez que vi o nome Impossible Princess, ele havia descrito tudo sobre isso". Ela elaborou: "É praticamente sobre tudo, as coisas ainda impossíveis — Os desejos de ter todo o meu sentido pleno, para experimentar a vida da forma mais possível". Devido à morte de Diana, Princesa de Gales, em agosto de 1997, o título foi mudado para "Kylie Minogue" no Reino Unido e no resto da Europa.

## Lançamento
A gravadora de Kylie, Deconstruction Records, planejava lançar um single em janeiro de 1997, mas Hadfield estava preocupado com a qualidade da maioria das canções. Isto levou os produtores do álbum produzirem música nova para fazer o álbum "perfeito", e uma liberação potencial em janeiro que foi adiada até maio. Os resultados finais deixaram Hadfield impressionado e o lançamento de maio foi descartados. Minogue estava preocupada com a Deconstruction adiando o álbum: "Eu já disse para não ficar frustrada, mas eu estava frustrada porque o álbum deveria sair. O ponto dele é colocá-lo para lançar e talvez as pessoas vão gostar, eles podem amá-lo ou eles podem odiá-lo, mas foi em minhas mãos". A Mushroom recebeu direitos de distribuição da Deconstruction para transmitir seis das doze canções através de airplay na Austrália, e Deconstruction emitiu um extended play, com seis faixas.
O álbum foi finalmente lançado em 22 de Outubro de 1997 no Japão, Rússia e Polônia pela Deconstruction Records, sendo lançando com a faixa bônus "Tears" apenas para o território japonês. O álbum foi adiado nas regiões da Oceania e Europa devido à morte da Princesa Diana. Mushroom lançou o álbum na Austrália e na Nova Zelândia em Janeiro de 1998 e Deconstruction lançou o álbum no Reino Unido em 23 de março de 1998 . Minogue disse a Billboard que ela e a Deconstruction tinha planos de lançar o álbum na América do Norte, mas Deconstruction cancelou os planos depois que não conseguiu encontrar uma gravadora americana para promovê-lo.

## Promoção

### Singles

Indie Kylie, Dance Kylie, Sex Kylie e Cute Kylie no vídeo de "Did It Again".

"Some Kind of Bliss" foi lançado como o primeiro single do álbum em 08 de Setembro de 1997. A canção foi recebida misturada pelos críticos de música, muitos dos quais elogiaram sua produção, enquanto alguns criticaram sua transição para a música rock. Comercialmente, o single foi um sucesso moderado e atingiu um pico dentro do top 30 na Austrália e no Reino Unido. A música alcançou a 49ª posição na Nova Zelândia, sua entrada mais baixa no país. Um vídeo musical para o single foi dirigido por David Mould e apresenta Minogue e seu amante fugindo da polícia.
"Did It Again" foi lançado como o segundo single do álbum em 24 de Novembro de 1997. A canção foi bem recebida pelos críticos de música, muitos dos quais elogiaram sua produção e recomendaram como um destaque do álbum. Comercialmente, o single foi um sucesso e atingiu seu pico dentro do top 15 na Austrália e no Reino Unido, e também teve a certificação de Ouro pela Australian Recording Industry Association (ARIA) pelas transferências de 35.000 unidades. Um vídeo musical para o single foi dirigido por Pedro Romanhdi e tem Minogue em quatro grandes encarnações de sua carreira, "Indie Kylie", "Dance Kylie", "Sex Kylie", e "Cute Kylie", lutando pela supremacia.
"Breathe" foi lançado como o terceiro single do álbum em 16 de Março de 1998. Comercialmente, o single teve um sucesso moderado e atingiu um pico na 39ª posição na Austrália e na 14ª posição no Reino Unido. Um vídeo musical para o single foi dirigido por Kieran Evans e tem Minogue flutuando através de um espaço aéreo aberto.
"Cowboy Style" foi lançada como o quarto e último single do álbum em 18 de Agosto de 1998. A canção foi bem recebida pela maioria dos críticos de música, muitos dos quais elogiaram sua produção e composição. Comercialmente, o single só foi lançado na Austrália e Nova Zelândia, atingindo a 39ª posição no primeiro. Um vídeo musical para o single foi dirigido por Mark Adamson e tem Minogue se apresentando ao vivo em sua turnê "Intimate and Live Tour".
"Too Far" foi lançado como único single promocional do álbum. BMG lançou "Too Far" no Reino Unido no formato de rádio e vinil. A canção não teve algum gráfico ou recebeu algum vídeo musical.

### Turnê
Minogue lançou uma turnê promocional na região Oceânica em outubro de 1997. Minogue realizou primeiramente em Singapura e, em seguida, seguiu com as capitais australianas Melbourne, Brisbane, Sydney e Adelaide. Em seguida foi Auckland e ela finalizou em Hong Kong. Após ter o lançamento europeu do álbum, ela passou a promover o álbum com concertos na Noruega, Dinamarca e Holanda. Minogue lançou uma turnê australiana e europeia Intimate and Live, que se estendeu a partir de 02 de Junho de 1998 a 8 de Julho de 1998. Minogue começou a ensaiar para a turnê, enquanto ela estava ensaiando para o Sydney Mardi Gras, em janeiro de 1998. A produção feita para a turnê estava em um orçamento menor do que suas turnês anteriores, no entanto, ela decidiu ter a turnê de baixo orçamento para que ela pudesse estabelecer mais riscos em suas performances ao invés de ter uma produção maior do que ela.
Kylie e Baker conceberam e elaboraram o conceito e o definiram na turnê. Objetos no conteúdo do álbum, incluindo o símbolo "K" e o cone multi-colorido tinham sido caracterizados como adereços para a turnê. O show foi acompanhado por apenas dois dançarinos (David Scotchford e Ashley Wallen) e um grupo de apoio – principalmente membros da banda de John Farnham – com vocalistas de apoio adicionais. Apesar dos planos iniciais de não levar o show para fora da Austrália, ela decidiu estendê-la para a Europa devido à alta demanda. A partir do álbum relacionado, Minogue cantou "Too Far", "Some Kind of Bliss", "Breathe", "Cowboy Style", "Say Hey", "Drunk", "Did It Again", "Limbo" e faixa inédita "Free". O álbum ao vivo com o mesmo nome foi lançado em 30 de novembro de 1998 na Austrália, e o DVD ao vivo com o mesmo nome foi lançado em julho de 2002.

## Recepção da crítica
| Críticas profissionais | Críticas profissionais |
| Avaliações da crítica  | Avaliações da crítica  |
| Fonte                  | Avaliação              |
| ---------------------- | ---------------------- |
| The Age                | (positivo)             |
| Herald Sun             | 3 de 5 estrelas.       |
| NME                    | 4/10                   |
| Q                      | 2 de 5 estrelas.       |
| Who                    | 8/10                   |

O álbum recebeu críticas mistas dos críticos de música. Larry Flick, da Billboard, descreveu o álbum como "impressionante", concluindo que "é uma oportunidade comercial de ouro para uma grande [gravadora] com visão e energia [liberar o álbum nos Estados Unidos]. Uma orelha afiada ainda irá detectar um parentesco entre Impossible Princess e o álbum de enorme sucesso de Madonna, "Ray of Light"". John Mangan, em um comentário para o The Age, disse que o álbum "soa bem e constitui mais um passo na direção certa", elogiando o "estilo genioso trip-hop" de "Jump" e o "som baladado e dançante" de "Cowboy Style". Um crítico da revista australiana Who comparou Minogue cantando como Sinéad O'Connor, elogiando sua gama de estilos vocais. O autor também comentou que era um passo importante para ela ganhar credibilidade na indústria da música.
Por outro lado, Ben Willmott da NME críticou a direção musical de Impossible Princess, dizendo que Minogue é uma "fraude total" para a introdução de vários gêneros diferentes. Especificamente, ele criticou suas colaborações com Bradfield. Um crítico da Music Week foi o menos impressionado, escrevendo que "os vocais de Kylie assumem uma ponta beligerante... mas não são fortes o suficiente para fazer muito".

## Legado
Impossible Princess é considerado um exemplo das "reinvenções" constantes de Minogue e é reconhecido como seu álbum mais pessoal e experimental até a data. Os críticos acham que o álbum é um salto para a frente de Minogue em termos de letras, vocais e música, com Chris True comentando novamente: "Ela recruta James Dean Bradfield, Sean Moore, e Nicky Wire, começa a escrever sem ajuda, e completamente muda de direção musical. Da arte da capa psicodélica a abundância de guitarras e faixas experimentais vocais, este foi o seu grande salto adiante".
Baker comentou que "Muitos dos fãs de Kylie ainda consideram Impossible Princess como o seu álbum favorito, um sentimento compartilhado por muitos que trabalharam com ela... Mesmo em seu lançamento foi recebido muito bem pelos críticos - mas o público não estava aparentemente disposto a aceitar uma Kylie mais escura e mais séria". Tom Parker, que escreveu o encarte para a edição especial de Impossible Princess, escreveu que "Uma escuta prova que [Impossible Princess] não é, como é muitas vezes sugerido, a antítese sombria da música disco que é a marca registrada de Kylie - é tão cheio de vida e amo como muitos de seus maiores sucessos". Ele concluiu que: "Indiscutivelmente, a força de Kylie tem sido sempre o seu talento para a reinvenção, [...] e com o seu título destinado finalmente restaurado, Impossible Princess permanece como um dos seus maiores triunfos".
Em retrospecto, Minogue decidiu "esquecer a crítica dolorosa" e "aceitar o passado, abraçá-lo e usá-lo". Alan McGee do The Observer sentiu que ela estava lutando contra seus egos anteriores para ser levada a sério; "[Mas] Infelizmente, Kylie Minogue perdeu a batalha e Impossible Princess foi bombardeado". Michael Paoletta, da Billboard, disse que é o seu álbum mais incompreendido em sua discografia, elogiando suas faixas  auto-escritas "Too Far" e "Say Hey".

## Lista de faixas
Créditos adaptados do encarte de Impossible Princess.
| Edição padrão  |                       |                                         |                            |         |  |
| N.º            | Título                | Compositor(es)                          | Produtor(es)               | Duração |  |
| 1.             | "Too Far"             | Kylie Minogue                           | Minogue Brothers in Rhythm | 4:43    |  |
| 2.             | "Cowboy Style"        | Minogue Steve Anderson Dave Seaman      | Brothers in Rhythm         | 4:44    |  |
| 3.             | "Some Kind of Bliss"  | Minogue James Dean Bradfield Sean Moore | Dave Eringa Bradfield      | 4:13    |  |
| 4.             | "Did It Again"        | Minogue James Dean Bradfield Sean Moore | Brothers in Rhythm         | 4:21    |  |
| 5.             | "Breathe"             | Minogue David Ball Ingo Vauk            | Minogue Ball Vauk          | 4:37    |  |
| 6.             | "Say Hey"             | Minogue                                 | Brothers in Rhythm         | 3:36    |  |
| 7.             | "Drunk"               | Minogue Anderson Seaman                 | Brothers in Rhythm         | 3:58    |  |
| 8.             | "I Don't Need Anyone" | Minogue Bradfield Nick Jones            | Eringa Bradfield           | 3:12    |  |
| 9.             | "Jump"                | Minogue Rob Dougan                      | Dougan Jay Burnett (co.)   | 4:02    |  |
| 10.            | "Limbo"               | Minogue Ball Vauk                       | Ball Vauk                  | 4:05    |  |
| 11.            | "Through the Years"   | Minogue Ball Vauk                       | Ball Vauk                  | 4:19    |  |
| 12.            | "Dreams"              | Minogue Anderson Seaman                 | Brothers in Rhythm         | 3:44    |  |
| Duração total: | Duração total:        | Duração total:                          | Duração total:             | 49:57   |  |

| Faixa bônus da edição japonesa |         |                   |              |         |  |
| N.º                            | Título  | Compositor(es)    | Produtor(es) | Duração |  |
| 13.                            | "Tears" | Minogue Ball Vauk | Ball Vauk    | 4:26    |  |

## Histórico de lançamento
Impossible Princess foi inicialmente lançado em outubro de 1997 pela BMG no Japão em CD, bem como na Rússia e Polônia no formato de fita cassete no final do mesmo ano. Dois meses depois, foi comercializado na Austrália, sendo distribuído no formato de CD e fita cassete. Em território britânico, seu lançamento ocorreu em 23 de março de 1998, no mesmo formato que a Austrália. O relançamento do álbum esteve em países como Reino Unido, Austrália e Tailândia nos três lançados em 26 de maio de 2003.
| Região      | Data                  | Distribuidora fonográfica | Formato(s)             | Ref.                |
| ----------- | --------------------- | ------------------------- | ---------------------- | ------------------- |
| Japão       | 22 de outubro de 1997 | Deconstruction Records    | CD                     | [ 78 ]              |
| Rússia      | Final de 1997         | Deconstruction Records    | CD                     | [ 79 ]              |
| Polônia     | Final de 1997         | Deconstruction Records    | CD                     | [ 80 ]              |
| Austrália   | 12 de janeiro de 1998 | Mushroom Records          | CD, fita cassete       | [ 43 ] [ 81 ]       |
| Reino Unido | 23 de março de 1998   | Deconstruction Records    | CD                     | [carece de fontes?] |
| Taiwan      | 23 de março de 1998   | Deconstruction Records    | CD                     | [carece de fontes?] |
| Malásia     | 23 de março de 1998   | Deconstruction Records    | CD                     | [carece de fontes?] |
| Reino Unido | 26 de maio de 2003    | BMG                       | CD (reedição de 2 CDs) | [carece de fontes?] |
| Austrália   | 26 de maio de 2003    | BMG                       | CD (reedição de 2 CDs) | [carece de fontes?] |
| Tailândia   | 26 de maio de 2003    | BMG                       | CD (reedição de 2 CDs) | [carece de fontes?] |